# Asian Championship Division 3 2007
El Asian Championship Division 3 de 2007 fue la segunda edición del torneo de tercera división organizado por la federación asiática (AR).
El campeonato se disputó en la ciudad de Colombo, Sri Lanka.

## Equipos participantes
- Selección de rugby de India
- Selección de rugby de Irán
- Selección de rugby de Pakistán

## Desarrollo
| 4 de noviembre | India | 19 - 0 | Pakistán |  |  |

| 6 de noviembre | Irán | 32 - 3 | Pakistán |  |  |

| 8 de noviembre | Irán | 39 - 7 | India |  |  |

| Bandera de Irán               |
| Campeón de la División 3 Irán |
| Primer título                 |